# Leonora Baroni

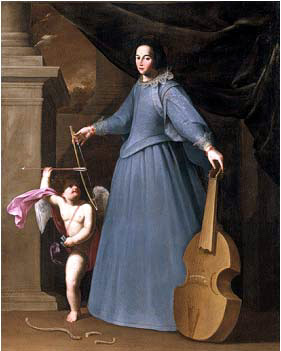
Leonora Baroni auf einem Porträt von Fabio Della Cornia. Scuola Edile di Perugia

Eleonora Baroni oder Leonora Baroni, auch Lionora Baroni (* Dezember 1611 in Mantua; † 6. April 1670 in Rom) war eine italienische Sängerin (Sopran), Musikerin und Komponistin. Sie spielte auch Theorbe und Viola da gamba, auf denen sie sich selber zum Gesang begleitete.

## Biografie
Leonora Baroni war die Tochter der berühmten Sängerin Adriana Basile und des kalabresischen Adligen Muzio Baroni. Ihr Onkel war der Dichter und Literat Giambattista Basile. Sie erhielt ihren Vornamen zu Ehren der Eleonora de' Medici, Gemahlin des Herzogs von Mantua Vincenzo I. Gonzaga, und wurde nach ihrer Mutter Adriana auch l’Adrianella oder l’Adrianetta (= kleine Adriana) genannt. Ihre erste musikalische Ausbildung erhielt sie vermutlich von ihrer Mutter.
Leonora wuchs zunächst in der kultivierten Atmosphäre des Hofes zu Mantua auf und nahm außerdem an verschiedenen (Konzert-)Reisen ihrer Mutter teil, teilweise im Gefolge des Gonzaga-Hofes. 1624 übersiedelte die Familie Baroni zurück nach Neapel, der Heimat Adrianas. Dort fiel Leonora bereits in ihrer Jugend durch ihre schöne Stimme und Musikalität auf.
1630 reiste sie zusammen mit Adriana nach Genua, wo Fürst Mattias de' Medici, in einem Brief vom 23. April an seinen Bruder Gian Carlo berichtet, er habe „…Adriana und ihr Töchterlein… Tausend Galanterien von Canzonetten“ singen gehört „…und besonders eine, wo immer ein Zizì vorkommt, und die einer Handvoll schöner Damen besonders gut gefallen hat…“. Wenige Tage später erreichten sie Florenz, wo sie am 3. und am 7. Mai vor der Großherzogin Maria Maddalena d'Austria „diverse arie“ sangen.
Ab 1633 lebte die Familie Baroni in Rom unter der Protektion des Kardinals Antonio Barberini. Ihre Mutter gab u. a. in ihrem eigenen Haus Konzerte, bei denen Leonora mit ihr im Duett und zusammen mit ihrer 9 Jahre jüngeren Schwester Caterina auch im Terzett sang. Man nannte sie alle drei auch die „Adrianen“ (ital. Adriane). Leonora komponierte auch und schrieb Verse, und sie verkehrte in den aristokratischen und intellektuellen Kreisen Roms, wie der Accademia degli Umoristi. Der englische Dichter Milton lernte sie bei seinem römischen Aufenthalt 1638–1639 kennen und widmete ihr mehrere lateinische Epigramme unter dem Titel Ad Leanoram Romae canentem.
Ihr Ruhm als Sängerin war so groß, dass man ihr 1639 eine ganze Anthologie widmete, mit Dichtungen von Autoren wie Fulvius Testi, Francesco Bracciolini, Lelio Guidiccioni und Claudio Achillini. Auch der französische Gambist André Maugars hörte Leonora 1639 in Rom und schrieb am 1. Oktober:

„Sie ist begnadet mit einem schönen Geist. Sie hat ein sehr gutes Urteilsvermögen, um schlechte von guter Musik zu unterscheiden; das versteht sie perfekt, zumal sie auch komponiert, und daher kommt es auch, dass sie absolut beherrscht, was sie singt, und dass sie den Sinn der Wörter vollkommen ausspricht und ausdrückt. Sie bildet sich nicht ein schön zu sein; aber sie ist weder unangenehm, noch kokett. Sie singt mit einer selbstsicheren Schamhaftigkeit, mit einer großmütigen Bescheidenheit, und mit einem süßen Ernst („gravité“). Ihre Stimme ist von hohem Umfang, klar, volltönend, harmonisch; sie lässt sie ohne Mühe an- und abschwellen, und ohne irgendeine Grimasse zu machen. Ihre Begeisterung und ihre Seufzer sind nicht laszif, ihre Blicke haben nichts Unkeusches, und ihre Gesten sind von der Schicklichkeit eines ehrbaren Mädchens. Wenn sie von einem zum andern Ton geht, lässt sie manchmal Teilungen (oder Verzierungen?; orig.: „divisions“) der chromatischen oder enharmonischen Genera hören, mit soviel Geschick und Anmut, dass es niemanden gibt, der nicht bezaubert wäre von dieser schönen und schwierigen Gesangsmethode. Sie hat es nicht nötig, um die Hilfe einer Theorbe oder Gambe zu betteln, ohne die ihr Gesang unvollkommen wäre, denn sie selbst spielt diese beiden Instrumente perfekt.“

Leonora Baroni heiratete am 27. Mai 1640 Giulio Cesare Castellani, den persönlichen Sekretär des Kardinals Francesco Barberini. Im Februar 1644 reisten sie nach Paris auf Einladung der Königinmutter und Regentin Anna von Österreich und des Kardinals Mazarin, möglicherweise ausgelöst durch André Maugars’ positive Beschreibung. Am französischen Hof war der italienische Gesangsstil und der „stile recitativo“ noch relativ unbekannt, und so waren die Reaktionen der Höflinge zunächst ambivalent. Der italienische Abt Agostino Scaglia berichtete in einem Brief vom März/April 1645 an die Regentin Christina von Savoyen, dass sich alle einig waren, dass Leonoras Stimme exzellent sei, aber dass sie „… besser fürs Theater und die Kirche geeignet sei, als für die Kammer, und dass ihre italienische Manier schwierig anzuhören sei; aber sofort wurde widersprochen, die Königin habe gesagt, dass man nicht besser singen könne“.
Leonora gehörte also zu den ersten italienischen Musikern, die den neuen Gesangsstil der italienischen Oper in Frankreich bekannt machten, zusammen mit dem Komponisten Marco Marazzoli, dem Sopran-Kastraten Atto Melani und seinem Bruder Jacopo Melani, und noch vor Luigi Rossi und Marc’Antonio Pasqualini, die erst 1646/1647 nach Paris kamen. Leonora wurde von der Königinmutter mit zahlreichen Geschenken bedacht, blieb jedoch nur ein Jahr. Im April 1645 war sie bereits auf der Rückreise nach Rom, wo sie bis zu ihrem Tode lebte.
Hier verkehrte sie weiterhin in höchsten Kreisen und führte auch nach dem Tode ihres Gatten am 4. Januar 1662 einen Salon in ihrem Haus. Besonders innig verbunden war sie mit Kardinal Giulio Rospigliosi und dessen Familie. Daher war es ein besonderes Glück für sie, als Giulio 1667 zum Papst gewählt wurde und als Clemens IX. den Papstthron bestieg (1667–1669). Der Gesandte der Republik Genua Ferdinando Poggi erwähnte „Lionora“ häufig in seinen Aufzeichnungen, und am 23. März 1669 berichtet er: „…es gab eine musikalische Aufführung (rappresentazione in musica), wo alle Rospigliosi kamen… Lionora sang… diese war immer die Favoritin des Papstes … und ist es jetzt mehr denn je, und wer irgendeine Gnade von ihm möchte, wendet sich an sie“.
Clemens IX. starb nur kurze Zeit später, und auch Leonora Basile starb mit 58 Jahren am 6. April 1670. Sie wurde neben ihrem Ehemann in der Kirche Santa Maria della Scala in Rom begraben.
Von ihren Kompositionen hat sich nach heutigem Wissensstand leider nichts erhalten.